# Julie Moss
Julie Moss (* 15. Oktober 1958) ist eine ehemalige US-amerikanische Triathletin.

## Werdegang

### Zweitplatzierte beim Ironman Hawaii 1982
Julie Moss erlangte internationale Bekanntheit, als sie im Jahr 1982 beim Ironman-Wettbewerb auf Hawaii in Führung liegend kurz vor dem Ziel dehydriert zusammenbrach und auf allen vieren als schließlich Zweitplatzierte hinter Kathleen McCartney die Ziellinie überquerte.
Diese Szene wurde weltweit ausgestrahlt und hat viele Sportler zur Teilnahme am Ironman-Wettbewerb inspiriert, unter ihnen auch ihren späteren Ehemann Mark Allen.
Die Zeitung taz schrieb über sie:
„Die strauchelnde Julie Moss wurde zum Sinnbild einer Sportart, die mehr als alle anderen Leibesübungen vor ihr den Menschen an seine Grenzen zwingt – und manchmal auch darüber hinaus.“
Nach ihrem zweiten Platz beim Triathlon International de Nice im September 1984, der inoffiziellen Triathlon-Profi-Weltmeisterschaft über 4 km Schwimmen, 120 km Radfahren und 30 km Laufen in Nizza hinter ihrer Landsfrau Colleen Cannon wurde Julie Moss zum eine Woche später stattfindenden Köln-Triathlon, dem Cup de Cologne-Kurztriathlon am Fühlinger See eingeladen, den sie auch siegreich beenden konnte. Damit war Julie Moss 1984 die erste US-amerikanische Triathletin, die an einem Triathlon in Deutschland teilnahm und diesen gewinnen konnte.
Im Oktober 1997 erklärte sie nach ihrem Start in Kona ihre aktive Zeit für beendet. 30 Jahre später starteten sie gemeinsam mit Kathleen McCartney Hearst 2012 erneut auf Hawaii und belegte den 27. Rang in der Altersklasse 50–54.
2017 startete die 58-Jährige (nur einen Tag vor ihrem 59. Geburtstag) 35 Jahre nach ihrem größten Erfolg erneut auf Hawaii, sie konnte das Rennen am 14. Oktober aber nicht beenden.
2018 belegte sie den dritten Rang in der Altersklasse 60–64.
Julie Moss und Mark Allen waren zwölf Jahre lang verheiratet, sind jedoch mittlerweile wieder geschieden. Auch ihr Sohn Mats Allen ist als Triathlet aktiv – im September 2017 wurde er bei seinem ersten Start auf der Langdistanz Dritter beim Ironman Korea.

### Auszeichnungen
- 1994 wurde sie in die neu begründete „Ironman Hall of Fame“ aufgenommen – als erste weibliche Athletin nach Dave Scott (1993).[5]

## Sportliche Erfolge
| Datum/Jahr    | Platz | Wettbewerb                                 | Austragungsort          | Zeit     | Bemerkung |
| ------------- | ----- | ------------------------------------------ | ----------------------- | -------- | --- |
| 13. Okt. 2018 | 408   | Ironman Hawaii                             | Hawaii                  | 12:08:40 | dritter Rang in der Altersklasse 60–64 |
| 14. Okt. 2017 | DNF   | Ironman Hawaii                             | Hawaii                  | –        | |
| 13. Okt. 2012 | 367   | Ironman Hawaii                             | Hawaii                  | 12:35:58 | Rang 27 in der Altersklasse 50–54 |
| 18. Okt. 1997 | 21    | Ironman Hawaii                             | Hawaii                  | 10:39:28 | Zweite in ihrer Altersklasse |
| 13. Apr. 1997 | 7     | Ironman Australia                          | Port Macquarie          | 10:00:13 | |
| 1989          | 1     | Japan Long Distance Triathlon              | Lake Biwa               | 09:36:42 | |
| Okt. 1988     | 11    | Ironman Hawaii                             | Hawaii                  | 10:09:51 | |
| 1987          | 1     | Wildflower Triathlon                       | Lake San Antonio        |          | |
| März 1986     | 2     | Ironman New Zealand                        | Auckland                | 08:46:40 | hinter Erin Baker, 2 Meilen (3,2 km) Schwimmen, 100 Meilen (161 km) Radfahren und 20 Meilen (32,2 km) Laufen                                                |
| 30. Juni 1985 | 1     | Japan Long Distance Triathlon              | Lake Biwa               | 10:04:53 | Hinter Dave Scott und Scott Molina erreichte Julie Moss als Gesamtdritte das Ziel.                                                                          |
| 15. Sep. 1984 | 1     | Cup de Cologne                             | Köln                    |          | 0,7 km Schwimmen, 50 km Radfahren und 15 km Laufen |
| 9. Sep. 1984  | 2     | Triathlon International de Nice            | Nizza                   | 07:07:01 | Zweite hinter der US-Amerikanerin Colleen Cannon |
| 1983          | 3     | USA Triathlon Elite National Championships | Bass Lake (Kalifornien) | 02:53:28 | Drittplatzierte hinter den Zwillingsschwestern Sylviane Puntous und Patricia Puntous                                                                        |
| Okt. 1982     | 14    | Ironman Hawaii                             | Hawaii                  | 11:56:18 | |
| 6. Feb. 1982  | 2     | Ironman Hawaii                             | Hawaii                  | 11:10:09 | Vize-Weltmeisterin auf Hawaii über die Langdistanz (3,86 km Schwimmen, 180,2 km Radfahren und 42,195 km Laufen) – nur 29 Sekunden hinter Kathleen McCartney |

(DNF – Did Not Finish)